# John Barrow (Politiker)

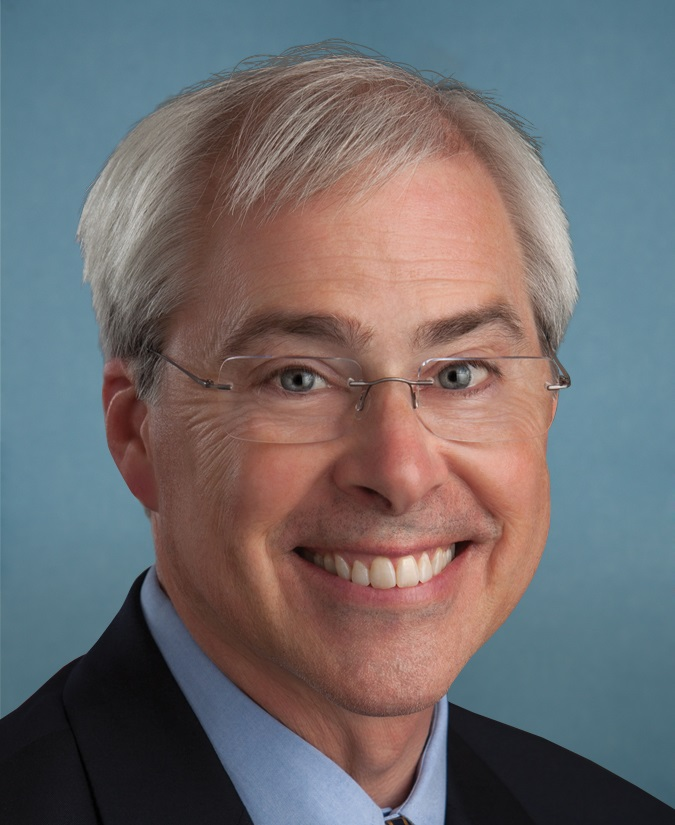
John Barrow

John Jenkins Barrow (* 31. Oktober 1955 in Athens, Georgia) ist ein US-amerikanischer Politiker. Von 2005 bis 2015 vertrat er den Bundesstaat Georgia im US-Repräsentantenhaus.

## Werdegang
John Barrow besuchte die Clarke Central High School und studierte danach bis 1976 an der University of Georgia in Athens politische Wissenschaften. Nach einem anschließenden Jurastudium an der Harvard University und seiner im Jahr 1979 erfolgten Zulassung als Rechtsanwalt begann er in seinem neuen Beruf zu arbeiten. Politisch schloss sich Barrow der Demokratischen Partei an. Im Jahr 1990 wurde er in den Stadtrat von Athens gewählt. Dieses Amt wurde dann mit dem Kreisrat des Clarke County verbunden. Zwischen 1990 und 2004 war er Mitglied in diesem Gremium.
Bei den Kongresswahlen des Jahres 2004 wurde er im zwölften Wahlbezirk von Georgia in das US-Repräsentantenhaus in Washington, D.C. gewählt, wo er am 3. Januar 2005 die Nachfolge von Max Burns antrat. Nach vier Wiederwahlen konnte er sein Mandat im Kongress bis zum 3. Januar 2015 ausüben. Bei den Wahlen des Jahres 2014 unterlag er mit 45:55 Prozent der Wählerstimmen dem Republikaner Rick W. Allen und musste folglich aus dem Repräsentantenhaus ausscheiden.
Barrow war zuletzt Mitglied im Energie- und Handelsausschuss sowie in drei von dessen Unterausschüssen. Er war im 112. Kongress stellvertretender Fraktionsvorsitzender der Blue Dog Coalition, eines Bündnisses von finanz- und gesellschaftspolitisch konservativ eingestellten Abgeordneten der Demokratischen Partei. Sein Abstimmungsverhalten im Kongress lag nicht immer auf der Linie seiner Partei. So stimmte er unter anderem gegen die Gesundheitsreform der Bundesregierung.  Er ist geschieden und lebt seit 2006 privat in Savannah. Barrow ist laut eigenen Angaben stolzes Mitglied der Lobby der Schusswaffenbesitzer NRA und machte in dem Wahlkampfwerbespot „Nobody“ darauf aufmerksam, dass er das Recht, Waffen zu tragen, verteidigen werde.
Im Jahr 2018 war Barrow Kandidat der Demokraten für das Amt des Secretary of State Georgias, das insbesondere die Aufsicht über den Wahlprozess hat. Barrow setzte sich in der Vorwahl der Demokraten durch und erhielt in der Hauptwahl am 6. November 2018 zwar 16.000 Stimmen weniger als sein republikanischer Gegenkandidat Brad Raffensperger, da aber keiner eine absolute Mehrheit der Stimmen erreichte, kam es zu einer Stichwahl am 4. Dezember 2018. Vor dieser sagte der im ersten Wahlgang unterlegene Kandidat der Libertarian Party, Smythe DuVal, Barrow überraschend seine Unterstützung zu. Insbesondere nach der umstrittenen, restriktiven Linie des bisherigen Secretary of State Brian Kemp, der 2018 zugleich als Gouverneurskandidat antrat, ohne sich als Wahlaufseher zurückzuziehen, galt die künftige Besetzung des Amtes als wichtig. Trotz der Unterstützung verlor Barrow die Stichwahl gegen Raffensperger und gestand am 5. Dezember 2018 seine Niederlage ein.